# Грузинская гармонь
Грузинская гармонь (груз. ქართული გარმონი) — грузинский народный музыкальный инструмент.
Грузинская гармонь особенно популярна в Тушети, и в Рача. Известные игроки: Лела Татараидзе, Репко Алханаидзе, Епро Торгваидзе, Торнике Схиерели и др.
Есть три вида грузинской гармони: «тсико-тсико» и «бузика» (миниатюрные), «тушинский» и «басгармони».

## История
Была создана в XIX веке в Тбилиси.